# Історія Чаду
Чад (араб. تشاد; фр. Tchad), офіційна назва Республіка Чад, країна без виходу до моря в Західній Африці. Межує з Лівією на півночі, Суданом на Сході, з Центрально Африканською Республікою на півдні, Камеруном і Нігерією на південному  заході, Нігером на Заході. Через свою віддаленость від моря і пустельний клімат, країну іноді називають "Мертвим серцем Африки".

## Передісторія

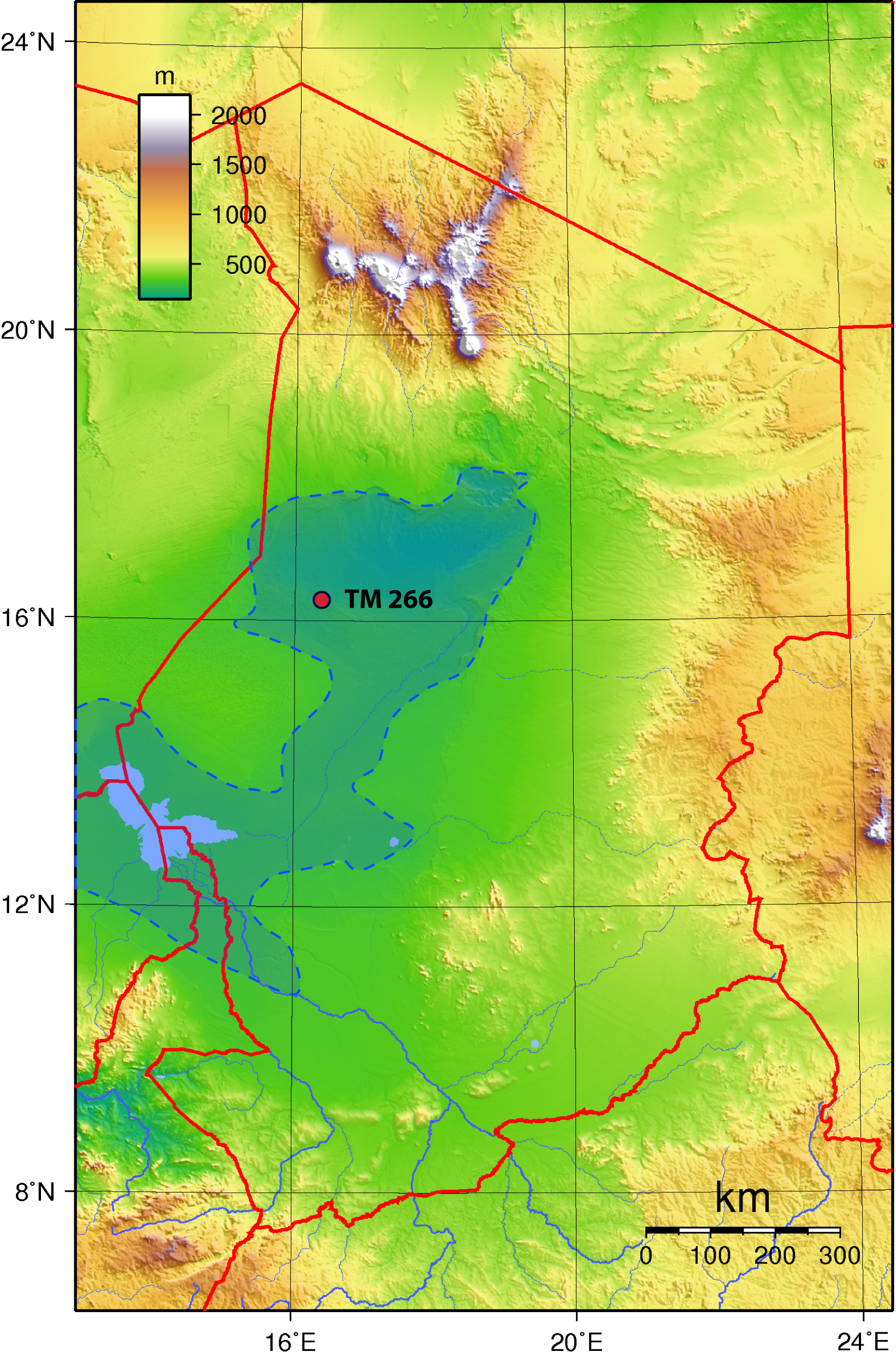
Розташування останків Сахелантропа виявленого в 2002 році.

На території, нинішнього Чаду знаходяться найбагатші археологічні пам'ятки Африки. Мішель Бруне в 2002 році в Борку виявив череп вік якого становить понад 7 млн років, це найстарший череп людини; він отримав назву Сахельантроп. У 1996 році Мішель Брюне знайшов щелепу, власнику якої він дав назву Австралопітек бахрельгазельський (Australopithecus bahrelghazali) вік якого  3,6 мільйона років.
У  7-му тисячолітті до н. е. північна частиніа Чаду належала до широкої смуги землі, що тягнулася від річки Інд на сході до Атлантичного океану на Заході, де екологічні умови сприяли заснуванню найдавніших населених пунктів. Доказом значного розвитку місцевої цивілізації є наскельне мистецтво стилю "круглих голів", знайдене в області Еннеді, датоване 7 тисячоліття до н. е.. Крім того інструменти, з допомогою яких на камені були вирізані ці сцени, є свідченням існування найдавнішого в регіоні Сахари ремесла. Неолітична кераміка з області Еннеді сягає найдалі, на схід від Нільської долини.
В доісторичний період, Чад був значно вологішим, ніж сьогодні, про що свідчать зображення великих ігор тварин на наскельних малюнках в районах Тібесті і Борку.
Останні лінгвістичні дослідження показують, що  основні мовні групи на південь від пустелі Сахара (за винятком койсанських), зокрема Семіто-Хамітська, Ніло-Сахарська і Нігеро–Конголезька, виникли в доісторичні часи у вузькій смузі між озером Чад і долиною Нілу. Походження народів на території Чаду, проте, залишаються неясним. Кілька перевірених місць археологічних розкопок були лише частково досліджені, а інші об'єкти, що мають великий потенціал ще не нанесені на археологічну мапу світу.

## Епоха імперій (900–1900)
До кінця 1-го тисячоліття нашої ери,стали виникати державні утворення в центральній частині Чаду у сахельскій зоні між пустелею і саваною. Майже 1000 років, ці країни, їх відносини одна з одною, і їх вплив на сусідні народи, визначають політичну історію Чаду. Останні дослідження показують, що саме корінні африканці, заснували більшість з цих держав, а не арабомовні племінні групи, як вважалося раніше. Тим не менше, арабські емігранти та іслам, зіграли значну роль у формуванні цих держав.
Більшість держав були царствами, у яких цар вважався божественним і був наділений світською та духовною владою. Всі держави мали мілітаристський характер, але жодна не змогла суттєво розширитись на південь Чаду, де ліси і мухи цеце ускладнювали застосування кавалерії. Контроль над транссахарськими торговими шляхами, які проходили через регіон сформовали економічну основу цих королівств. Найважливішими державними утвореннями згідно більшості писемних джерел були: імперії  Канем-Борну, Багірмі і Ваддай. [Архівовано 20 травня 2011 у Wayback Machine.]

### Канем-Борну
Держава  Канем виникла в 9 столітті н. е. на північний схід від озера Чад. Історики згодні з тим, що керівниками нової держави були предки народу канембу. До кінця 11-го століття король династії Сайфава - Хумма прийняв Іслам. У наступному столітті  правителі Сайфава розширили територію на південь від  Канему, де заснували свою першу столицю - Нджімі. Експансія Канему досягла свого піку під час довгого і енергійного правління Дунама Даббалемі (1221–1259).

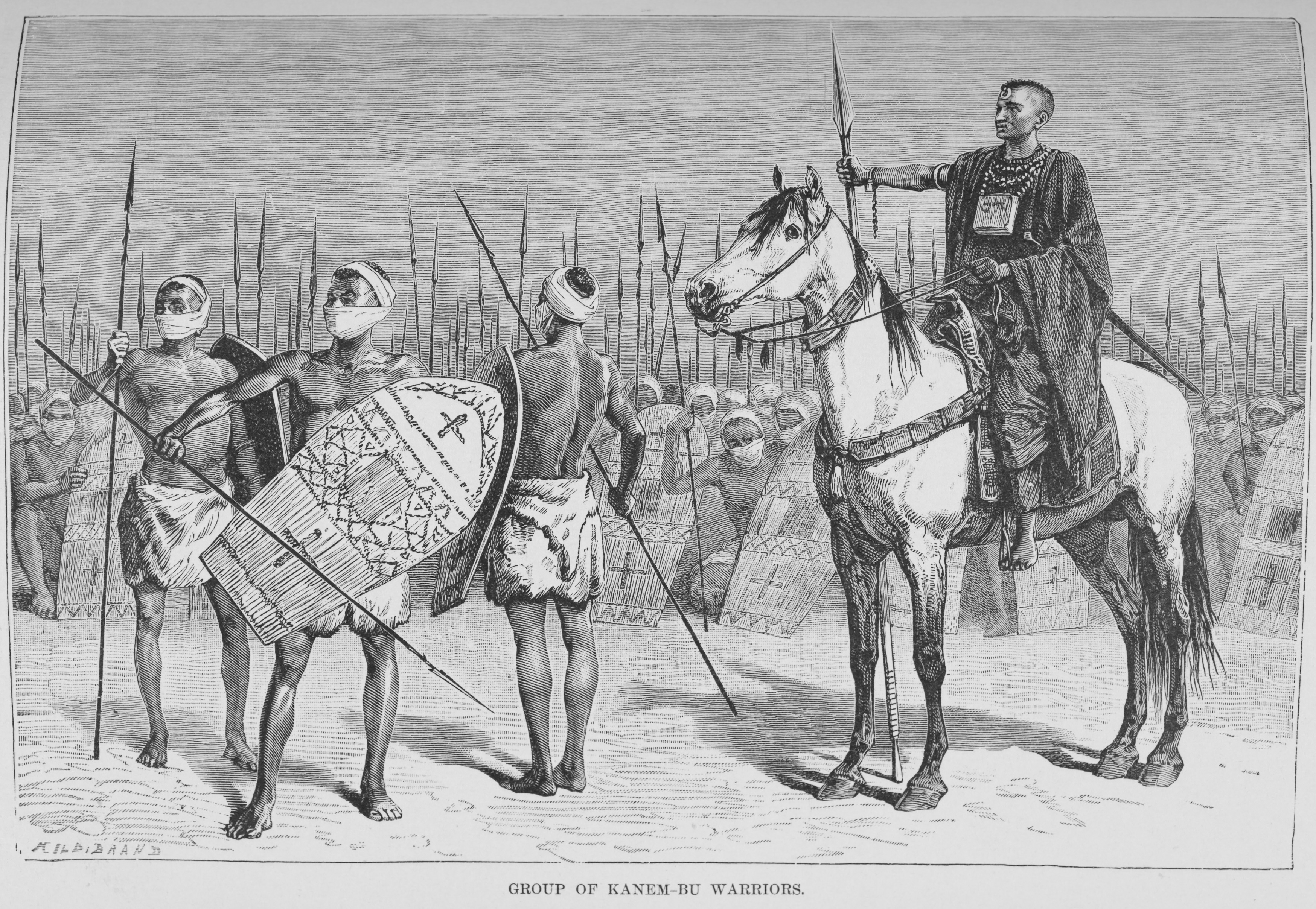
Воїни канембо

До кінця XIV століття внутрішня боротьба та зовнішні напади підірвали могутність Канему. Нарешті, близько 1396 р. Буланські загарбники змусили Май Умара Ідризмі відмовитися від Нджімі і перемістити людей канембу до регіону Борну на західному узбережжі озера Чад. З часом в результаті мішаних шлюбів народи канембу і борну створили новий народ, мову канурі і заснували нову столицю Нгазаргаму.
Канем-Борну досяг піку розвитку під час правління видатного державного діяча Ідріса Алуми (близько 1571-1603 рр.). Алума запам'ятався своїми військовими навичками, адміністративними реформами та ісламським благочестям. Адміністративні реформи та військовий блиск Алуми втримали імперію до середини 17 століття, коли її влада почала слабнути. До початку 19 століття Канем-Борну була в занепаді, а в 1808 році вояки Фулані підкорили Нгазаргаму. Борну вистояв, але династія Сайфава вигасла в 1846 році, а сама імперія впала в 1893 році.

### Багірмі і Ваддай
На додаток до Канем-Борну, дві інших держави в регіоні, Багірмі і Ваддай, досягли історичної значимості. Багірмі виникла на південний схід від Канем-Борну в 16 столітті. Зразу ж був прийнятий іслам і держава стала султанатом. Поглинута Канем-Борну, Багірмі звільнилася в кінці 17-го століття, а в середині 18-го століття вона знову повернулася до залежного статусу. На початку 19-го століття Багірмі перебувала  в занепаді і їй загрожувало сусіднє королівство Ваддай. Хоча Багірмі чинила опір, вона прийняла протекторат Ваддай, щоб отримати допомогу у розв'язанні внутрішніх міжусобиць. Коли столиця Багірмі була спалена в 1893 році, султан почав шукати і отримав протекторат від французів.
Знаходячись на північному сході від Багірми, Ваддай був немусульманським королівством, що виникло в 16 столітті як відгалуження штату Дарфур (в сучасному Судані). На початку 12 століття група якою керував Абд аль-Карім Сабун, скинула правлячу групу Тунжур, перетворивши Ваддай на ісламський султанат. Впродовж значної частини XVIII століття Ваддай виступав проти приєднання до Дарфуру.
Близько 1804 року, під владою Сабуна, султанат почав розширювати свою владу. Відкрито новий торговий шлях на північ, і Сабун організував королівські каравани, щоб скористатися цим. Він почав карбувати і власну монету та імпортувати, вогнепальну зброю та військових радників з Північної Африки. Наступники Сабуна були менш могутніми і Дарфур скористався спором про політичне правонаступництвою у 1838 р., щоб поставити свого кандидата на владу. Ця тактика однак спрацювала в протилежному напрямі, коли ставленик Дарфуру, Мухаммед Шаріф, відмовився підкорятися Дарфуру і заявив про повну особисту владу. Зробивши це, він одержав визнання від різних угруповань Ваддаю і  став визнаним правителем Ваддаю. Шаріф врешті нав'язав гегемонію Ваддаю царству Багірмі та іншим меншим державам далеко поза річку Чарі. Ваддай протистояв французькому панування аж до 20-го століття.

## Колоніалізм (1900–40)

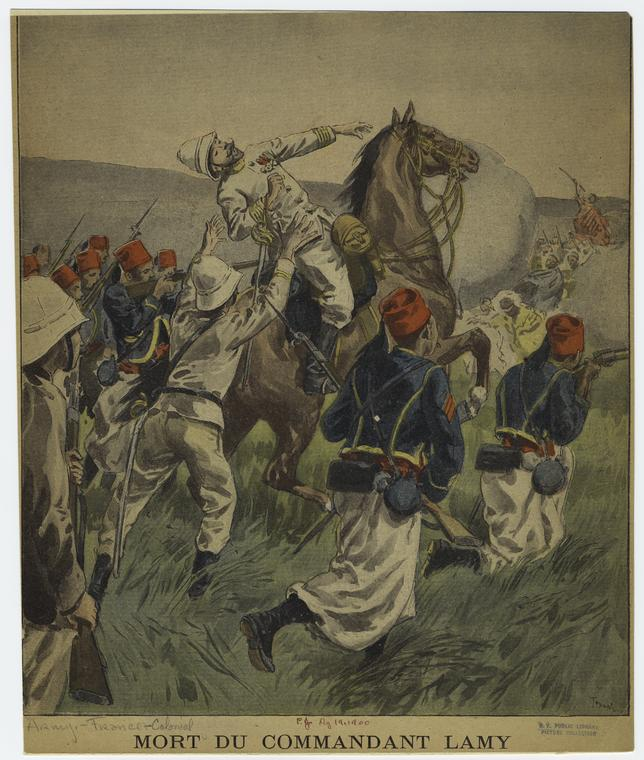
Смерть французького командира Ламі, 1900

Вранцузи вперше проникли в Чад у 1891 році, встановлюючи свою владу через військові експедиції, в основному спрямовані проти мусульманських королівств. Вирішальною була колоніальна битва за Чад 22 квітня 1900 року біля м. Куссери, між військами французького майора Амеді-Франсуа Ламі і силами суданського воєначальника Рабі аз-Зубайра. Обидва лідери були вбиті в бою.
У 1905 Чад був адміністративно підпорядкований   генерал-губернатору, що знаходився в місті Браззавіль, столиці Французької Екваторіальної Африки (AEF). Чад не мав окремого колоніального статусу до 1920 року, коли його було підпорядковано лейтенант-губернатору у Форт-Ламі (нині Нджамена).
Дві фундаментальні ознаки домінували в колоніальному досвіді Чаду: відсутність політики, спрямованої на об'єднання території та надзвичайно повільні темпи модернізації. На французькій шкалі пріоритетних колоній Чаду відводилося місце на самому дні, і французи прийшли сприймати Чад переважно як джерело бавовняної сировини і некваліфікованої праці, яка буде використовуватися в більш продуктивних колоніях на півдні.
Протягом колоніального періоду великі райони Чаду не управлялися ефективно: у величезній префектурі БЕТ, клітька французьких військових адміністраторів  залишалися наодинці з місцевими масами людей, а в центральній частині Чаду французьке правління було лише трохи більш відчутним. Насправді, Франції вдалося ефективно управляти лише півднем.

## Деколонізація (1940–60)

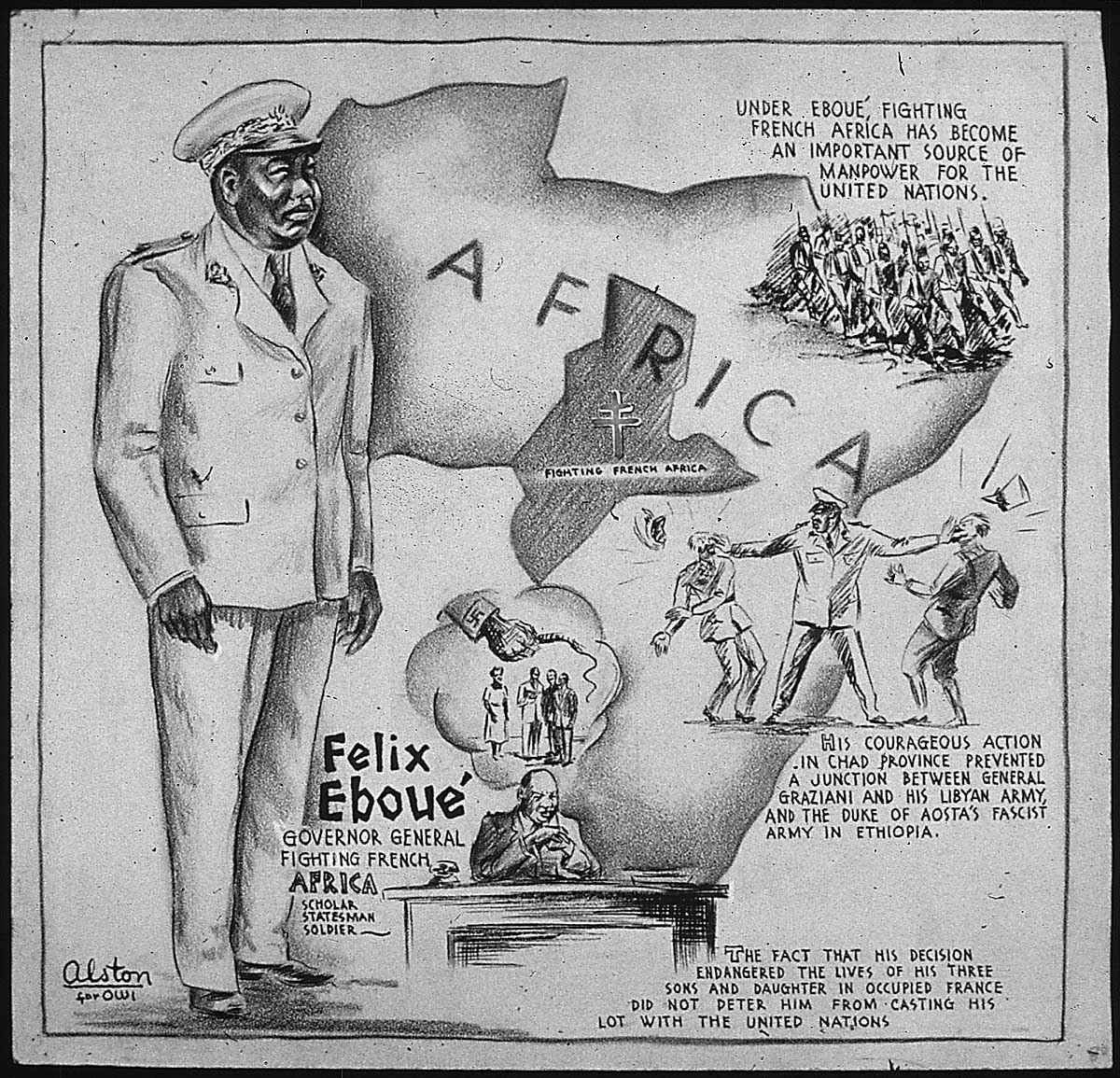
Фелікс Ебое на плакаті ІІ Світової війни

Під час Другої світової війни Чад був першою французькою колонією, яка приєдналася до союзників (26 серпня 1940 р.), Після розгрому Франції Німеччиною. Під керівництвом Фелікса Ебуе, першого французького правителя колонії, військові колонни, під командуванням полковника Філіпа Леклерка де Хаутклока, а також два батальйони військ угрупування Сари, рушили на північ від Нджамени (потім Форт Ламі), щоб з'єднатися із силами альянтів у Лівії , де спільно із британською армійською групою вони захопили Куфру. 21 січня 1942 року Нджамену було бомбардувано німецькою авіацією.
Після закінчення війни в Чаді почали розвиватися місцеві партії. Першою була заснована радикальна Чадська Прогресивна Партія (ЧПП) у лютому 1947 р., Яку спочатку очолив народжений у Панамі Габріель Лізетте, а з 1959 р. Франсуа Томбальбає. Більш консервативний Чадський Демократичний Союз (ЧДС) був заснований у листопаді 1947 р. Він представляв інтереси французьких торгових кіл, а також блоку традиційних лідерів, що складався головним чином з мусульманського та ваддайського дворянства. Протистояння між ЧПП і ЧДС було більш ніж просто ідеологічним; він представляв різні регіональні ідентичності, з ЧПП представляла християнський і анімістський південь, а ЧДС - ісламську північ. ЧПП переміг на виборах у травні 1957, а Лізетте очолив уряд територіальних зборів, поки він не втратив права голосу в уряді 11 лютого 1959 року. Після референдуму про територіальну автономію 28 вересня 1958 року французька Екваторіальна Африка була розпущена, а її чотири складові держави - Габон, Конго (Браззавіль), Центральноафриканська Республіка і Чад стали автономними членами французької співдружності з 28 листопада 1958 року. Після падіння Лізетте у лютому 1959 року лідери опозиції Гонтхоме Сахульба і Ахмед Куламаллах не могли сформувати стабільний уряд, тому ЧПП знову було запропоновано сформувати адміністрацію, яку вона взяла на себе під керівництвом Франсуа Томбальбає 26 березня 1959 року. 12 липня 1960 року Франція погодилася, щоб Чад став абсолютно незалежним. 11 серпня 1960 року Чад став незалежною країною і Франсуа Томбалбає став її першим президентом.

## Епоха Томбальбає (1960–75)
Одним з головних аспектів правління Томбальбає, боло встановлення авторитарної влади і розпалювання недовіри до демократії. Вже в січні 1962 року він заборонив усі політичні партії, крім власного ЧПП, і розпочав негайно зосереджувати всю владу в своїх руках. Його ставлення до опонентів, реальних або уявних, було надзвичайно жорстким, результатом чого стало наповнення в'язниць тисячами політв'язнів.
Ще гіршою була його постійна дискримінація центральних і північних районів Чаду, де південні чадські адміністратори стали сприйматися як нахабні та некомпетентні. Це обурення нарешті вилилося у податкове повстання 1 листопада 1965 року в префектурі Гера, спричинивши до 500 смертей. Через рік після того, як в Судані з'явився Національний фронт визволення Чаду (ФРОЛІНАТ), створений для військового витіснення Томбальбає та панування півдня, було створено передумови для початок кривавої громадянської війни. Томбальбає вдалося залучити французькі війська але вони не були повністю здатні придушити повстання. Побачивши неефективність французів, Томбальбає вирішив шукати дружніх зв'язків з лівійським президентом Каддафі, тим самим перекриваючи головне джерела постачання повстанців. Але попри повідомлення про успіхи у придушенні повстання, Томбальбає почав вести себе все більш ірраціонально і жорстоко, постійно руйнував консенсус серед південних еліт, які переважали на всіх ключових посадах у армії, державній службі та правлячій партії. Як наслідок, 13 квітня 1975 р., під час перевороту кілька підрозділів жандармерії Нджамени розбили Томбальбає.

## Правління  військових (1975–78)
Державний переворот, що призвів до скинення уряду Томбальбає, був з ентузіазмом сприйнятий у Нджамені. Генерал Фелікс Маллум з півдня висунувся, як голова нової хунти. Нові воєначальники не змогли довго зберігати популярність, яку вони отримали завдяки поваленню Томбальбає. Маллум був не в змозі впоратися з ФРОЛІНАТ, і вирішив, що його єдиний шанс у співпраці з деякими повстанцями: у 1978 році він налагодив зв'язки з повстанським лідером Хісеном Хабре, який увійшов до уряду як прем'єр-міністр.

## Громадянська війна (1979-82)
Внутрішнє інакомислення в уряді призвело до того, що прем'єр-міністр Хабре відправив свої сили проти національної армії президента Маллума у столицю в лютому 1979 року. Маллум був вигнаний з посади президента, але виникла громадянська війна. У той момент інші африканські уряди вирішили втрутитися. Серія з чотирьох міжнародних конференцій, проведена спочатку під нігерійським, а потім під керівництвом Організації африканського єдності (ОАЄ), намагалася об'єднати чадські фракції. На четвертій конференції, яка відбулася в Лагосі в Нігерії у серпні 1979 року було підписано Лагоську Угоду. Ця угода створила перехідний уряд до проведення національних виборів. У листопаді 1979 р. Було створено Перехідний уряд національної єдності з мандатом керувати 18 місяців. Гокуні Уеддей з півночі був призначений президентом; полковник Камугу, з півдня, віце-президентом; і Хабре - міністром оборони. Ця коаліція виявилася крихкою; у січні 1980 року знову почалися бої між силами Гокуні та Хабре. За сприяння Лівії Гокуні повернув контроль над столицею та іншими міськими центрами до кінця року. Проте заява Гокуні в січні 1981 року, що Чад і Лівія погодилися працювати для досягнення повної єдності між двома країнами, спровокувала жорсткий міжнародний тиск, що спонукало Гокуні до повного відкликання зовнішніх сил.

## Ера Хабре (1982–90)
Часткове виведення військ Лівії за Смугу Аозу в північній частині Чаду дозволило військам Хабре в червні увійти до Нджамени. Французькі війська та миротворчі сили ОАЄ з 3,500 нігерійських, сенегальських та заїрських військ (частково фінансуються Сполученими Штатами) залишалися нейтральними під час конфлікту.

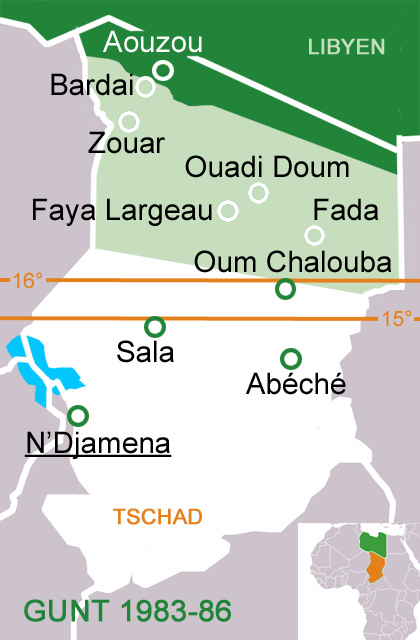
Смуга Аозу (темно-зеленого кольору)

Хабре продовжував стикатися з озброєною опозицією на різних фронтах і був жорстоким у своїх репресіях проти підозрюваних опонентів, застосовуючи масові вбивства і катування. Влітку 1983 року сили ГУНТ почали наступ на урядові сили в північній та східній частинах Чаду з підтримкою лівійської армії. У відповідь на пряме втручання Лівії, французькі та заїрські сили втрутилися, щоб захистити Хабре, відтискаючи лівійські та повстанські сили на північ від 16-ї паралелі. У вересні 1984 року французькі та лівійські уряди оголосили угоду про взаємне виведення своїх військ з Чаду. До кінця року всі французькі та заїрські війська були відкликані. Лівія не виконувала угоди про відкликання військ, і її сили продовжували займати північну частину Чаду.  У 1984 році Хабре на короткий час примирився з деякими своїми противниками, включаючи Демократичний фронт Чаду (ДФЧ) та Комітет з координації дій Демократичної революційної ради. Гокуні також почав підтримувати Хабре. За його підтримки, Хабре успішно вигнав лівійські сили з більшої частини Чадської території. Припинення вогню між Чадом і Лівією відбулося в період з 1987 по 1988 рік, і переговори що велися протягом наступних кількох років привели до рішення Міжнародного суду в 1994 р. про надання суверенітету Чаду над смугою Аозу, що фактично припинило лівійську окупацію.

## Епоха Дебі

### Прихід до влади
Проте суперництво між групами Хаджереї, Загава та Горане у складі уряду зросло наприкінці 1980-х років. У квітні 1989 р. Ідріс Дебі, один з провідних генералів Хабре та Загава втік до Дарфуру в Судані, звідки він здійснив серію нападів на Хабре, підтриману Загава. У грудні 1990 року, при лівійській допомозі сили Дебі успішно ввійшли в Нджамену. Після 3 місяців тимчасового урядування, Військовий Патріотичний порятунок(MPS) очолюваний Дебі 28 лютого 1991 р. схвалив національний статут, згідно якого Дебі став президентом.
Протягом наступних двох років, Дебі зіткнувся як мінімум із двома спробами державного перевороту. Урядові війська зіткнулися з силами бунтівників: Рух за демократію та розвиток, Національний комітет за мир відродження і демократію (CSNPD), Чадский Національний фронт (ЧНФ) і Західних Збройних Сил (ФАО), в районі озера Чад і в південних регіонах країни. Меті послаблення протистояння була покликана запропонована Францією вимога проведення національної конференції шляхом збору 750 делегатів, які представляли б політичні партії (які були легалізовані в 1992 році), уряд, профспілки і армію, щоб обговорити створення плюралістичного демократичного режиму.
Проте заворушення продовжилися, причиною чого були масові вбивствами мирних жителів на півдні Чаду. CSNPD очолювана Кетте Моїс за підтримки інших південних груп уклала мирну угоду з урядовими військами в 1994 році, яка протривала недовго. Дві нові групи, Збройні сили союзної республіки (FARF) на чолі з колишнім союзником Кетте Барді і демократичний фронт за оновлення (ФДР), і переформулювати МДД вступили в бій з урядовими військами в період з 1994 по 1995 рік.

### Багатопартійні вибори
Переговори з політичними опонентами на початку 1996 року проходили не зовсім добре, але Дебі оголосив про свій намір провести президентські вибори в червні. Дебі переміг на перших багатопартійних президентських виборах в країні генерала Камоуґу (лідера перевороту 1975 року проти Томбалбає) за підтримки в другому турі лідера опозиції Кебзабо. Партія Дебі виграла 63 з 125 місць на виборах до парламенту у січні 1997 року. Міжнародні спостерігачі відзначили численні серйозні порушення в президентських та законодавчих виборчих процесах.
До середини 1997 р. Уряд підписав мирні угоди з FARF та керівництвом MDD і вдалося зняти групи з їхніх тильних баз в Центральноафриканській Республіці та Камеруні. У жовтні 1997 року угоди також були підписані з повстанцями з Національного фронту Чаду (НФЧ) та Руху за соціальну справедливість та демократію. Проте мир був короткочасним, оскільки повстанці FARF зіткнулися з солдатами уряду, які нарешті здалися урядовим силам у травні 1998 року. З жовтня 1998 року повстання Чадського руху за справедливість та демократію (MDJT) під керівництвом Юсуфа Тогомі до його смерті у вересні 2002 року перейшло до урядових військ в регіоні Тибеті, що призвело до сотень жертв цивільних, урядових та повстанських, але мало земля виграла або програла. Жодна активна озброєна опозиція не виникла в інших частинах Чаду, хоча Кетт Мойз після виступу в Міністерстві внутрішніх справ заснувала невелику локальну операцію поблизу Мюндо, яка в кінці 2000 року була швидко та сильно пригнічена державними силами. Дебі, в середині 1990-х років, поступово відновив основні функції уряду та уклав угоди з Світовим банком та МВФ про проведення суттєвих економічних реформ. Експлуатація нафти в південному районі Доба розпочалася у червні 2000 р., коли Рада Світового банку схвалила фінансування невеликої частини проекту - розвитку спільного нафтового об'єднання Чаду і Камеруну, спрямованого на транспортування чадської сирої нафти на 1000 км. прокладаючи трубопровід через Камерун до Гвінейської затоки. Проект встановив унікальні механізми співпраці між Світовим банком, приватним сектором, урядом та громадянським суспільством, щоб гарантувати, що майбутні нафтові доходи принесуть користь місцевому населенню та призведуть до скорочення бідності. Успіх проекту залежав від багаторазових заходів моніторингу, щоб забезпечити, щоб усі сторони виконували свої зобов'язання. Ці механізми моніторингу та управління доходами почали інтенсивно критикувати. Звільнення від заборгованості було надано Чаду в травні 2001 року.
Дебі виграв в першому турі на президентських виборах у травні 2001 року після того, як парламентські вибори були відкладені до весни 2002 року. Звинувативши уряд у шахрайстві, шість лідерів опозиції були заарештовані і один опозиційний активіст партії був убитий після оголошення результатів виборів. Однак, незважаючи на заяви про корупцію в уряді, зловживання з боку сил безпеки, заклики опозиційних партій і профспілок до загальної страйку - більшість активних виступів проти уряду не увінчалися успіхом. Незважаючи на рух у бік демократичних реформ, влада надалі залишається в руках етнічної олігархії півночі.
У 2003 році Чад почав приймати біженців з Дарфуру - регіону на Заході Судану. Понад 200 000 біженців втекли від бойових дій між двома повстанськими угрупованнями і урядом. Ряд прикордонних інцидентів призвели до Чадсько-Суданської війни.

### Війна на Сході

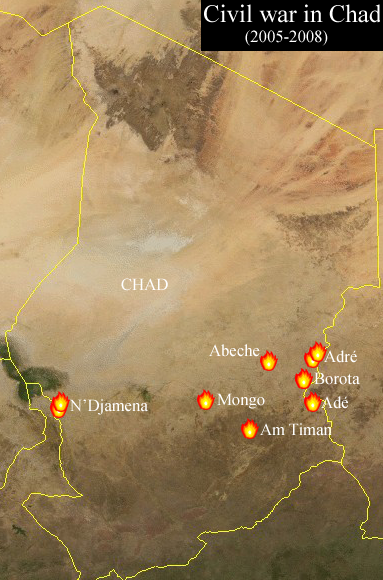
Гарячі точки в даний час Громадянської війни.

Війна почалася 23 грудня 2005 року, коли уряд Чаду оголосив стан війни з Суданом і закликав громадян Чаду мобілізувати свої сили проти "спільного ворога" , яким уряд Чаду вважає  чадських повстанців підтримуваних суданським урядом і суданських правоохоронців. Бойовики, що нападали на села і міста в східній частині Чаду, забирали худобу, вбивали мирне населення і палили будинки. Понад 200 000 біженців з Дарфурау - регіону на північно-заході Судану в даний час заяву про надання притулку в східній частині Чаду. Президент Чаду Ідріс Дебі звинувачує Президента Судану Омара Хасана Ахмеда Аль-Башира в спробі дестабілізувати країну, щоб створити безлад і експортувати війну з Дарфуру в Чаді.
Напад на чадське місто Адре недалеко від Суданськоїго кордону призвів до загибелі  сотні повстанців. Суданську владу звинуватили в теракті, який був другим в області упродовж трьох днів, але суданський представник МЗС Джамаль Мохаммед Ібрагім заперечив участь Судану. Ця атака була останньою краплею, яка призвела до оголошення Чадом війни Судану.
13 квітня 2006 року відбувся напад  повстанців на Нджамену, який був відбитий. Президент в ефірі національного радіо заявив, що ситуація була під контролем, але жителі, дипломати і журналісти нібито чули постріли зі зброї.
25 листопада 2006 року повстанці захопили східну частину міста Абеше, столицю провінції Ваддай та центр гуманітарної допомоги в Дарфурі, регіоні . В той же день, інша повстанське угрупування  захопило Більтин. 26 листопада 2006 року уряд Чаду заявляє про відбиття обох міст, хоча повстанці, як і раніше борються за контроль над  Більтином. Урядові будівлі гуманітарної допомоги з відділенням в Абеше були розграбовані. Чад наполягає на тому, що обидва повстанські загони підтримуються суданським урядом.

### Напади повстанців у Нджамені
У п'ятницю, 1 лютого 2008, повстанці, очолені опозиційним лідерами Махаматаом Нурі, колишнім міністром оборони і Тімане Ердімі, племінником Ідріса Дебі , який був водночас і його начальником штабу, атакували Чадську столицю Нджамену - включно із територією навколо президентського палацу. Але Ідріс Дебі за допомогою урядових військ відбив атаку. ООН заявили, що до 20 000 чоловік покинули регіон, сховавшись у сусідній Камерун і Нігерію. Загинули сотні людей, в основному мирних жителів. Повстанці звинувачують Дебі у корупції і розкраданні мільйонних доходів від продажу нафти. І хоча багато громадян поділяють такі погляди, повстання слід трактувати як, боротьбу за владу всередині еліт, які вже давно керують Чадом. Французький уряд вважає, що опозиція перегрупувалась на схід від столиці. Дебі звинуватив Судан у нинішніх заворушеннях у Чаді.